# جزيرة سيومادو
جزيرة سيومادو تقع الجزيرة في موارا ساتو، على بعد حوالي 10 كيلومترات إلى الشرق من وكسيماوي. هذه الجزيرة هي منطقة سياحية لمواطني لوكسوماوي الذين يمكن الوصول إليها بسهولة. الجزيرة معروفة أيضًا باسم شاطئ رانكونج.

## الموقع والنقل
تقع جزيرة سيومادو في موارا ساتو، التابعة لمدينة لكسيماوي. تقع فيها شركة بي تي أرون أكبر شركة نفط في مقاطعة آتشيه في إندونيسيا، وهي على بعد حوالي 12 ميلًا من وسط مدينة لكسيوماوي على طول الطريق المؤدي إلى باندا آتشيه من ميدان.

## الاسم الأصلي
جزيرة سيومادو كانت تسمى سابقا رانكونج بيتش. ومع ذلك أصبح أكثر شيوعا إذ يشار إليها باسم جزيرة سيومادو. يعتمد أصل تغيير الاسم هذا على قصة زوج وزوجة عاشا في المنطقة. كان الزوج السيد جالي أحد الأشخاص الأوائل الذين أقاموا كشك لبيع الأغذية بالقرب من شاطئ رانكونج. على الرغم من أن آخرين اتبعوا في وقت لاحق مثاله، فقد بدأ الناس يطلقون على الشاطئ اسم «سيومادو» باسم كشك السيد جالي.

## الجزيرة السياحة
الجزيرة معروفة بجمالها الطبيعي ونتيجة لذلك تجذب العديد من السياح. يعد مجتمع لوكسوماوي والمناطق المحيطة به من الزوار الذين يتطلعون للاستمتاع بشواطئها. الوصول إلى الجزيرة عبر جسر مشي بسيط مبني من قبل أحد السكان المحليين. قبل بناء جسر حديث، كانت الطريقة الوحيدة لعبور القوارب.